# Luc Rasoanaivo-Razafy
Luc Rasoanaivo-Razafy (ur. 18 listopada 1965) – madagaskarski judoka.
Brał udział w igrzyskach olimpijskich w 1992 (Barcelona). Startował w wadze lekkiej. Odpadł już w pierwszej rundzie, po porażce z Shi Chengshengiem z Chin (przez ippon).